# Anchoa mundeola
Anchoa mundeola is een straalvinnige vis uit de familie van ansjovissen (Engraulidae), orde van haringachtigen (Clupeiformes). De vis kan een lengte bereiken van 12 centimeter. 

## Leefomgeving
Anchoa mundeola komt in zeewater en brak water voor. De soort komt voor in tropische wateren in de Grote Oceaan.

## Relatie tot de mens
Anchoa mundeola is voor de visserij van geen belang. In de hengelsport wordt er weinig op de vis gejaagd. 